# Gymnelia villia
Gymnelia villia är en fjärilsart som beskrevs av Druce 1906. Gymnelia villia ingår i släktet Gymnelia och familjen björnspinnare. Inga underarter finns listade i Catalogue of Life.